# Virtual Private LAN Service
Virtual Private LAN Service (VPLS) wird benutzt, um lokale Netzwerke über WANs zu verbinden. Dieser Service ist ein Schicht-2-Dienst, der auf MPLS basiert. Es erlaubt ethernetbasierte Multipoint-Verbindungen über MPLS-Netzwerke. Das MPLS-Netz dient dabei als reines, transparentes Transport-Netzwerk (T-MPLS), deshalb spricht man auch von Ethernet over T-MPLS. 